# 윌리 헤르난데스
윌리 헤르난데스(Willie Hernández, 본명: 기예르모 "윌리" 헤르난데스 빌라누에바, 본명 영어: Guillermo "Willie" Hernández Villanueva, 1954년 11월 14일 ~ 2023년 11월 20일)는 메이저 리그 베이스볼의 푸에르토리코 야구 구원 투수였다. 디트로이트 타이거스를 월드 시리즈 우승으로 이끈 뒤 1984년 아메리칸리그 사이 영 상과 아메리칸리그 최우수 선수상을 동시에 수상했다.
헤르난데스는 푸에르토리코 아구아다에서 태어나고 자랐다. 1973년 필라델피아 필리스와 계약을 맺고 1974년부터 1976년까지 마이너 리그 시스템에서 선발투수로 활약했다. 1976년 규칙 5 드래프트에서 시카고 컵스에 인수되었으며 주로 구원 투수로 컵스에서 뛰었다. 그의 투구 레퍼토리에 스크류볼과 컷 패스트볼을 추가한 후 그의 성적은 눈에 띄게 향상되었다. 그는 1983년 5월 필리스로 트레이드되어 팀을 내셔널 리그 우승으로 이끌었고, 1983년 월드 시리즈에서는 3경기에 출전하여 3경기에서 안타 0실점을 기록했다.